# 파블로 네루다
파블로 네루다(스페인어: Pablo Neruda, 1904년 7월 12일 ~ 1973년 9월 23일)는 칠레의 민중 시인이자 사회주의 정치인이다. 본명은 리카르도 엘리에세르 네프탈리 레예스 바소알토(스페인어: Ricardo Eliécer Neftalí Reyes Basoalto)라는 이름으로, 아버지의 강압에서 벗어나고자 사용한 필명이 나중에는 법적인 실명이 되었다.

## 생애
7, 8세 때부터 시를 쓰기 시작하여 13세 때에는 신문에 작품을 발표했다. 14세 때 체코의 시인 얀 네루다의 시를 탐독하고, 1920년부터는 '파블로 네루다'를 필명으로 쓰기 시작했다. 소년 시절부터 눈부신 문학적 재능을 발휘한 그는 1921년에 〈축제의 노래〉 등을 발표하여 시단의 인정을 받았으며, 1923년에는 시집 《변천해가는 것》을 출판하여 시단에서의 위치를 다졌다.
파블로 네루다를 대표로 한 책에는 The dreamer, 한국어로 별이 된 소년이라는 책이 있다. 파블로 네루다, 즉 네프탈리에게는 상상을 반대하는 아버지와 노래를 부르는 것을 좋아하는 형 로돌포, 발랄한 여동생 라리타, 돌아가신 어머니, 친절하시고 자상하신 새어머니 마마드레, 마마드레의 남동생인 삼촌 오란도 등 가족이 있었다
초기 시의 대표작으로서 가장 많은 독자가 있을 뿐만 아니라, 중남미의 시단에서도 인정받은 작품은 1924년에 출판된 《20편의 사랑의 시와 한 편의 절망의 노래》이다. 이 시집에는 고통과 오뇌, 고독과 절망이라는, 네루다 시의 전형적인 테마가 가득히 담겨 있다. 1933년에는 시집 《지상(地上)의 거주지》를 내어 명성을 떨쳤다.
1934년부터 1939년까지 에스파냐에 주재하고 있을 때, 인민전선정부가 탄생하고, 이어서 내란과 프랑코 독재 정권이 들어서는 것을 보고 인간적 연대(連帶)를 역설하는 정치 시인으로 변모하여 정력적으로 반(反)파시즘의 시를 썼다. 귀국한 후 1945년에는 상원 의원이 되고, 공산당에 입당했다. 그러나 공산당이 비합법 단체로 인정되자 지하로 잠입하고, 이어서 망명을 하고 고난의 나날을 보냈다.
1950년에는 멕시코에서 아메리카 대륙의 역사를 노래한 웅장한 서사시집 《위대한 노래》를 발표했다. 여기에 수록된 장시 〈나무꾼이여, 눈을 떠라〉로 1950년 스탈린 국제평화상을 받았다. 52년에는 귀국하여 시 창작에 몰두했다. 70년에 아옌데 인민연합 정권이 수립된 후 주(駐) 프랑스 대사가 되었고, 1971년에는 노벨 문학상을 수상했다.
1973년 9월의 군사 쿠데타로 아옌데 정권이 무너지자, 병상에서 격렬하게 항의하는 시를 쓰다가 세상을 떠났다. 저서에는 이 밖에 시집 《기본적인 오드》, 《세계의 종말》, 《불타는 칼》 등이 있다.

## 문학세계
파블로 네루다는 20세기 가장 대표적인 시인들 중 하나로 손꼽히며, 그의 시는 여러 나라 말로 번역되었다. 그의 문체는 매우 다양한데, 성적인 표현이 많은 사랑 시들 (흰 언덕 같은)과 초현실적인 시들, 역사적인 서사시와 정치적인 선언문들이 포함된다. 콜롬비아의 소설가 가브리엘 가르시아 마르케스는 "어떤 언어로 보나 20세기의 가장 위대한 시인이다"고 했다. 1971년 네루다는 노벨 문학상을 받았지만 후에 그의 정치적인 행태 때문에 논란거리가 되었다.
1945년7월 15일, 브라질 상 파울루의 파깸부 운동장에서 그는 십만 명의 사람들에게, 사회주의 혁명가인 루이스 카를로스 프레스테스를 기념하는 낭송회를 가졌다. 노벨상 기념 강연후 칠레에서는, 살바도르 아옌데의 초대로 에스타디오 나시오날(Estadio Nacional:국립 경기장)에서 7만 명 앞에서 낭송회를 가졌다.

## 사회주의 운동
네루다는 생에 많은 외교관 자리를 역임했으며, 칠레 공산당 의원으로 활동하였다. 보수적인 칠레의 대통령 곤살레스 비델라가 사회주의를 박해했을 때, 네루다의 체포 영장이 발부되었다. 친구들은 몇 달동안 칠레의 항구 발파라이소의 한 집 지하에 그를 숨겼다. 그 후 네루다는 산을 넘어 탈출하여 아르헨티나에 들어갔다. 반공주의자 아우구스토 피노체트의 쿠데타 당시, 암으로 입원한 네루다는 심장마비로 죽었다. 피노체트는 좌파 시인 네루다의 장례식을 공개 거행할 것을 반대했으나, 수천명의 칠레 사람들은 피노체트 군사 독재 정권의 통행 금지를 어기고 공개적으로 애도하기 위해 거리로 나왔다. 이 네루다의 장례는 칠레 군사독재정권 최초의 항거였다. 네루다라는 필명은 체코의 작가이며 시인인 얀 네루다에서 얻어졌으며, 나중에는 그의 법적인 이름이 되었다. 네루다와 같은 시기에 활동한 칠레의 민중 예술인으로는 빅토르 하라(1932년-1973년)가 있다.하라는 피노체트의 군사 독재 정권의 국가 폭력으로 살해되었는데, 이 소식을 들은 네루다는 아내에게 “그자들이 사람을 죽이고 있어. 산산조각이 난 시신들을 건네주고 있다고. 노래하던 빅토르 하라에게 무슨 일이 있었는지 당신 몰랐어? 그자들이 하라의 몸도 갈기갈기 찢어놓았어. 기타를 치던 두 손을 다 뭉개놓았대.” 라고 말하며 분개하였다.

## 문학적인 평가
파블로 네루다 시인의 시들을 《네루다 시선》(민음사)라는 제목으로 번역하여 출간한 정현종 시인은 “네루다의 시는 언어가 아니라 하나의 생동이다”라고 말했다. 스페인어학자인 민용태 시인은 네루다 시의 생동감을 한 단어로 ‘열대성’ 또는 ‘다혈성’이라고 표현했다.